# 11716 Amahartman
11716 Amahartman eller 1998 HY79 är en asteroid i huvudbältet som upptäcktes den 21 april 1998 av LINEAR i Socorro County, New Mexico. Den är uppkallad efter Amanda Nicole Hartman.